# Jemachandra

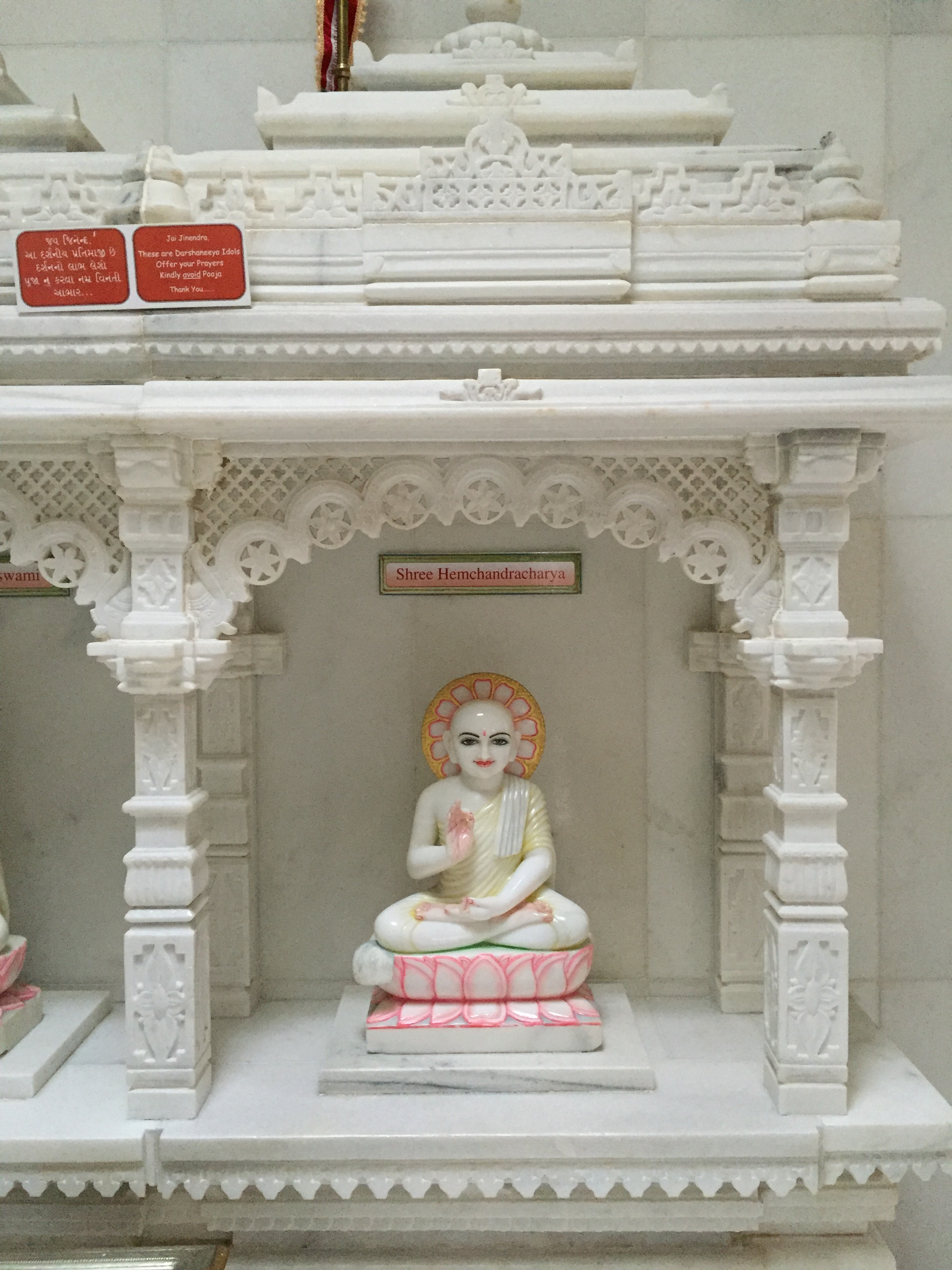
Estatua de Hemachandra. Centro jainista de Nueva Jersey

Hemachandra o Jema Chandra[cita requerida] (1089-1172 o 1173) fue un polímata, erudito y poeta jainista, que escribió sobre gramática, religión, prosodia e historia de su época. Conocido como un prodigio por sus contemporáneos, se ganó el título de Kali-kala sarva-gña (‘el que sabe todo en la era de Kali).
Fue gurú del rey Kumara Pala (1143-1173).

## Nombre
- hemacandra, en el sistema AITS (alfabeto internacional para la transliteración del sánscrito).[2]
- हेमचन्द्र, en escritura devanagari del sánscrito.[2]
- Pronunciación:
  - /jemachándra/ en sánscrito[2] o bien
  - /jém chóndr/ en varios idiomas modernos de la India (como el bengalí, el hindí, el maratí o el palí).
- Etimología: ‘[decorado con una media] luna dorada’ (un signo de victoria que se utilizaba en los carros de guerra);[2] siendo:
  - jema: oro
  - chandra: luna.

## Biografía
Hemachandra nació en Danduka (región de Guyarat), a unos 100 km al suroeste de la actual ciudad de Ahmedabad. Su padre se llamaba Chacha Deva y su madre Pajini Devi. Fue llamado Chandra Deva (nombre del dios hinduista de la Luna). En su lugar de nacimiento se encuentra el derasar yaina de Modhera Tirtha. Cuando era joven, Chandradeva fue iniciado como monje en un derasar por el religioso Devachandra Suri, quien le dio el nombre de Soma Chandra.
Fue entrenado en la repetición memorística de las escrituras sagradas yainas, la interpretación de las doctrinas jainistas, la lógica (niaia) y la gramática sánscrita (viakarana). En el año 1110, a los 21 años, fue ordenado como acharia (‘maestro’) del credo sueta-ambara (‘ropa blanca’) de la jainismo y recibió el nombre de Soma Chandra (popularmente Jema Chandra).

## Hemachandra y Kumarapala
En esa época, la región de Guyarat era gobernada por la dinastía Chalukia.
Jema Chandra saltó a la fama durante el reinado de Sida Raya (fl. 1092-1141). Según el texto de Prabha Chandra, el rey Sidarash quería matar a su sobrino y supuesto sucesor Kumara Pala (1143-1173) porque uno de los astrólogos de la corte le profetizó que el reino sería destruido por culpa del reinado de Kumara Pala. Hema Chandra escondió a Kumara Pala bajo una pila de manuscritos con el fin de salvarlo.
Sin embargo, estas leyendas son comunes en la literatura popular de la India, por lo tanto no hay garantía de que se trate de un acontecimiento histórico. Además, muchas fuentes difieren sobre cuáles fueron los motivos del rey Sidarás.
Sin embargo, las fuentes son unánimes al afirmar que Jema Chandra fue el encargado de convertir a Kumarpala en el siguiente rey, y que ayudó a gobernar el reino de acuerdo con los principios del jainismo.
Apoyado en la doctrina anekantavada, Hema Chandra mostraba una actitud de mentalidad abierta que agradaba a Kumara Pala.
Algunos asesores de la corte estaban celosos de la creciente popularidad de Jema Chandra, por lo que elevaron quejas ante el rey de que era una persona muy arrogante, y que no respetaba a los dioses verdaderos ―Guyarat era un país hinduista― y que se negaba a inclinarse ante la estatua del dios Shiva. Cuando se le llamó a visitar el templo de Shiva con el rey Kumara Pala, Hema Chandra se inclinó inmediatamente ante la estatua:

Me inclino solamente ante ese dios que ha destruido las pasiones como el apego y el odio, que son la causa de la vida mundana. No importa si es Brahmá, Visnú o Jina.

De esta manera se mantuvo fiel a los principios del jainismo ―que un jainista debe inclinarse solamente ante un jina (un dios jaina, impasible y distante), y al mismo tiempo logró complacer al rey y a los asesores hinduistas. Sin embargo, gradualmente Jema Chandra consiguió convertir al rey en su devoto discípulo y en un campeón del yainismo.
Durante el reinado de Kumara Pala, Guyarat se convirtió en un centro cultural de renombre. Desde 1121, Hema Chandra estuvo involucrado en la construcción del templo yaina en Taranga. Su influencia sobre Kumara Pala hizo que el yainismo se convirtiera en la religión oficial de Guyarat, y que se prohibiera la matanza y consumo de animales.
Hema Chandra Acharia murió en 1173 y unos seis meses después de la muerte de su gurú, fallecería el rey Kumara Pala. 

## Obras
Hema Chandra fue un escritor prolífico. Escribió
- gramática memorística del sánscrito
- gramática memorística del prácrito,
- textos sobre lógica
- textos sobre prácticamente todas las ramas de las doctrinas de la India.
- Tri-shashthi-shalaka-purusha-charitra (‘biografía de sesenta y tres varones’), un poema épico que se convirtió en su obra más conocida. Es el tratamiento hagiográfico del gurú-parampará (‘cadena de maestros y discípulos’) que jugaron un papel decisivo en la definición de las doctrinas yainas, de su ascetismo, del método para liberarse del ciclo de muertes y renacimientos (samsara), así como la legendaria propagación de la influencia yaina en el norte de la India. Ese texto todavía sirve como la fuente primaria de la historia temprana del yainismo.
- el Parishista-parvan, apéndice del trabajo anterior, contiene el comentario de Jema Chandra y es en sí mismo un tratado de gran profundidad. Fue traducido al inglés por Richard Fynes como The lives of the jain elders (‘la vida de los ancianos yainas’; Oxford University Press, 1998).[cita requerida] Jema Chandra, siguiendo los cálculos del matemático Gopala, presentó una versión de la secuencia de Fibonacci en torno al año 1150 ―unos cincuenta años antes que lo hiciera Fibonacci (en 1202)―. Jema Chandra en realidad estaba considerando el número de cadencias de longitud n, y demostró que estas se podían formar mediante la adición de una sílaba corta a una cadencia de longitud n – 1, o una sílaba larga a una cadencia de longitud n – 2. Esta relación recursiva F(n) = F (n–1) + F(n–2) es lo que define a la secuencia de Fibonacci.[6][7]
- Abhidhana-chintamani;
- Aneka-artha-kesha
- Deshi-nama-mala: una guirnalda (mala) de palabras (nama: nombres) de origen local (desha: país);
- Divia-asraia-maja-kavia (‘gran poema del refugio divino’).
- Kavia-anushasana: manual de poesía;
- Siddha-haima-shabda-anushasana: gramáticas del prácrito y de los idiomas apabramsa (‘corruptos’ o idiomas no gramaticales).
- Unadi-sutra-vriti